# Holocausto Canibal
Cannibal Holocaust (bra/prt: Holocausto Canibal) é um filme italiano de 1980, do subgênero gore, dirigido por Ruggero Deodato, com roteiro Gianfranco Clerici. É estrelado por Robert Kerman, Carl Gabriel Yorke, Francesca Ciardi, Perry Pirkanen e Luca Barbareschi. Influenciado pelas obras Mondo do diretor Gualtiero Jacopetti, o filme foi inspirado pela cobertura da mídia italiana com relação aos atos terroristas das Brigadas Vermelhas, cujas reportagens incluíam notícias que Deodato acreditava serem encenadas, uma ideia que se tornou um aspecto central na história do filme. Cannibal Holocaust foi filmado principalmente no território colombiano da floresta Amazônica, com tribos indígenas interagindo com atores americanos e italianos.
O enredo gira em torno de uma equipe de quatro documentaristas desaparecidos que haviam ido à Amazônia para filmar tribos canibais. Uma missão de resgate, liderada pelo antropólogo da Universidade de Nova Iorque Harold Monroe recupera as fitas de gravações perdidas feitas pelos documentaristas, que uma emissora de televisão americana deseja transmitir. Ao assistir às filmagens, Monroe fica desgostoso com as ações da equipe, e depois de descobrir seus destinos, ele opõe-se à intenção da emissora de transmiti-la. A forma como foram apresentadas as filmagens perdidas da equipe, funcionando de forma semelhante a um flashback, revolucionou o estilo de filmagem found footage, mais tarde popularizado por filmes como The Blair Witch Project (1999).
Cannibal Holocaust é conhecido pela controvérsia e polêmica que causou logo após sua estreia. Depois de ser exibido na Itália, o filme foi apreendido por um magistrado local, e Deodato foi preso por acusações de obscenidade. Posteriormente, ele foi acusado de ter feito um filme snuff, devido aos rumores que afirmavam que certos atores foram realmente mortos. Apesar de o diretor ter sido mais tarde inocentado dessas acusações, o filme foi proibido na Itália, Reino Unido, Austrália e em vários outros países devido à sua representação gráfica de gore, violência sexual e a inclusão de seis mortes e violência real contra animais. Muitos países já revogaram a proibição, mas ele ainda é barrado em vários outros. Essa notoriedade, não obstante, fez com que alguns críticos vissem-no como um comentário social sobre a sociedade civilizada. No Brasil, o filme foi classificado para maiores de 18 anos.

## Sinopse
Em 1979, uma equipe de documentaristas americanos desaparece na floresta Amazônica enquanto filmava um documentário intitulado "The Green Hell", sobre tribos indígenas canibais, sendo a equipe composta por Alan Yates, o diretor; Faye Daniels, sua namorada e roteirista; Felipe, o guia; e dois cinegrafistas, Jack Anders e Mark Tomaso. Harold Monroe, um antropólogo da Universidade de Nova Iorque, concordou em liderar uma equipe de resgate na esperança de encontrar os cineastas desaparecidos. Antes da sua chegada na tribo, a equipe de resgate sequestra um jovem da tribo local dos Yacumo para ele ajudar sua entrada. Monroe então é apresentado ao guia Chaco e seu assistente, Miguel.
Depois de vários dias de caminhada pela selva, o grupo encontra a tribo Yacumo, e então organiza a libertação de seus reféns em troca de serem levados para a aldeia de Yacumo. Ao chegar lá, a equipe é inicialmente recebida com hostilidade e descobre que os documentaristas causaram grandes confusões entre os indígenas. Monroe e seus guias se aproximam da floresta e encontram duas tribos canibais em conflito — Yanomami e Shamatari. A equipe vê um grupo de guerreiros Shamatari e segue-os até a margem do rio, onde salvam um pequeno grupo de Yanomamis da morte, fazendo com que chefe da tribo os convide de volta à sua aldeia como forma de gratidão, mas a tribo ainda está desconfiada. Para ganhar sua confiança, Monroe banha-se nu num rio ao lado de algumas índias, que o levam a um santuário, no qual ele encontra os restos dos cineastas em decomposição. Irritado, ele confronta a aldeia, e logo após toca um gravador, intrigando os nativos que concordam em trocá-lo pelas latas de filme dos documentaristas durante uma cerimônia canibal, na qual Monroe deve participar.
De volta a Nova Iorque, os executivos da Companhia Pan-americana de Radiodifusão convidam Monroe a apresentar uma radiodifusão de um documentário a ser feito a partir das filmagens recuperadas, mas ele insiste em assistir as gravações em formato cru antes de tomar uma decisão. Um dos executivos lhe conta que Alan encenou muitas das cenas dramáticas para obter um conteúdo mais emocionante. Monroe então começa a assistir as filmagens, que primeiro mostra a caminhada dos documentaristas pela selva. Depois de dias de caminhada, o guia, Felipe, é mordido por uma cobra venenosa, fazendo com que os documentaristas amputem sua perna com uma machete para salvar sua vida, mas ele não resiste e morre, sendo deixado para trás, sobrando apenas quatro membros da equipe. Os quatro encontram uns Yacumo fora da adeia e Jack dispara na perna de um deles para que a equipe pudesse segui-los facilmente até a aldeia. Ao chegarem, a equipe força a tribo a entrar em uma cabana e queimam-na para que o documentário tivesse pelo menos um massacre. Monroe critica as cenas encenadas e o mau tratamento para com os nativos, mas suas preocupações são ignoradas.
Monroe acaba de assistir esta primeira parte das filmagens e expressa seu desgosto sobre a emissora querer transmitir o documentário. Para convencê-los de outra forma, mostra os restantes das gravações não editadas, que apenas ele assistiu. Os dois carretéis finais começam com a equipe perseguindo uma garota Yanomami, a quem os homens estupram e filmam. Faye tenta intervir apenas quando Alan participa. Depois, eles encontram a mesma garota empalada em um poste de madeira numa margem do rio, onde, em fingimento como se não soubessem do ocorrido, afirmam que os nativos a mataram por perder a virgindade. Pouco depois, são atacados pelo Yanomamis para vingarem a violação e morte da menina. Jack é atingido por uma lança, e Alan convence a equipe a filmar como os nativos mutilam um cadáver. À medida que os três membros da equipe sobrevivente tentam escapar, Faye é capturada e Alan insiste em resgatá-la. Mark continua a filmar enquanto ela é estuprada, espancada até a morte e decapitada. Os Yanomamis perseguem os dois últimos membros da equipe, então a filmagem termina com o rosto de Alan sangrando. Perturbados pelo que viram, os executivos ordenam que as gravações sejam destruídas.

## Elenco
- Robert Kerman — Professor Harold Monroe[13]
- Francesca Ciardi — Faye Daniels[13]
- Perry Pirkanen — Jack Anders[13]
- Luca Giorgio Barbareschi — Mark Tomaso[13]
- Salvatore Basile —  Chaco Losojos[13]
- Ricardo Fuentes —  Tenente Ochoa[13]
- Gabriel Yorke — Alan Yates[13]
- Paolo Paolini —  Executivo[13]

## Produção
A produção começou em 1979, quando Deodato foi contatado por produtores de filmes alemães para fazer um filme semelhante ao Último Mundo Canibal, que também fora dirigido por ele. Deodato aceitou o projeto e contratou seu amigo Francesco Palaggi como produtor. Ambos viajaram à Colômbia para explorarem possíveis locais de filmagem, sendo a cidade de Leticia a escolhida como o local principal depois que o diretor conheceu um documentarista colombiano no aeroporto de Bogotá que a sugeriu como "ideal". Outros sítios foram considerados, principalmente onde as filmagens do filme Queimada! (1969) ocorreram, porém o diretor os rejeitou devido à falta de floresta pluvial. Leticia era acessível apenas por meio de transporte aéreo, fazendo com que o elenco e a produção tivessem de viajar de barco para chegar ao set. O local apresentou muitos problemas para a produção, em particular o calor e as súbitas tempestades, que esporadicamente atrasavam a filmagem.

### Desenvolvimento e roteiro
Deodato concebeu o filme enquanto conversava com seu filho sobre os atos terroristas das Brigadas Vermelhas, julgando que a mídia se concentrou em retratar a violência com pouca consideração pela ética jornalística e acreditava que os meios de comunicação inventavam certos artigos de notícias para obterem imagens mais sensacionalistas. Ele refletiu esse comportamento no filme, dizendo que isso "simbolizou a mídia italiana".
O roteiro foi escrito pelo italiano Gianfranco Clerici sob o título Green Inferno. Ele havia trabalhado com Deodato em seus filmes anteriores Ultimo mondo canibale e The House on the Edge of the Park, que foram filmados antes de Cannibal Holocaust, porém lançados depois. Os nomes de certos personagens do filme foram alterados do roteiro por Clerici: o nome "Mark Williams" foi mudado para "Mark Tomaso" e "Shanda Tommaso" para "Faye Daniels".
Clerici também escreveu várias cenas que não foram incluídas no filme; a mais famosa era a de um grupo de Yanomami cortando a perna de uma Shamatari e alimentando um grupo de piranhas no rio. Se aparecesse no filme, seria logo após a equipe de Monroe resgatar um grupo de Yanomami das mãos dos Shamatari. Tentativas foram feitas para gravar esta cena, mas a câmera subaquática não funcionou corretamente e era difícil de controlar as piranhas. Como resultado, Deodato abandonou esta ideia. Foram tiradas algumas fotos desta cena, que são sua única descrição conhecida.

### Elenco

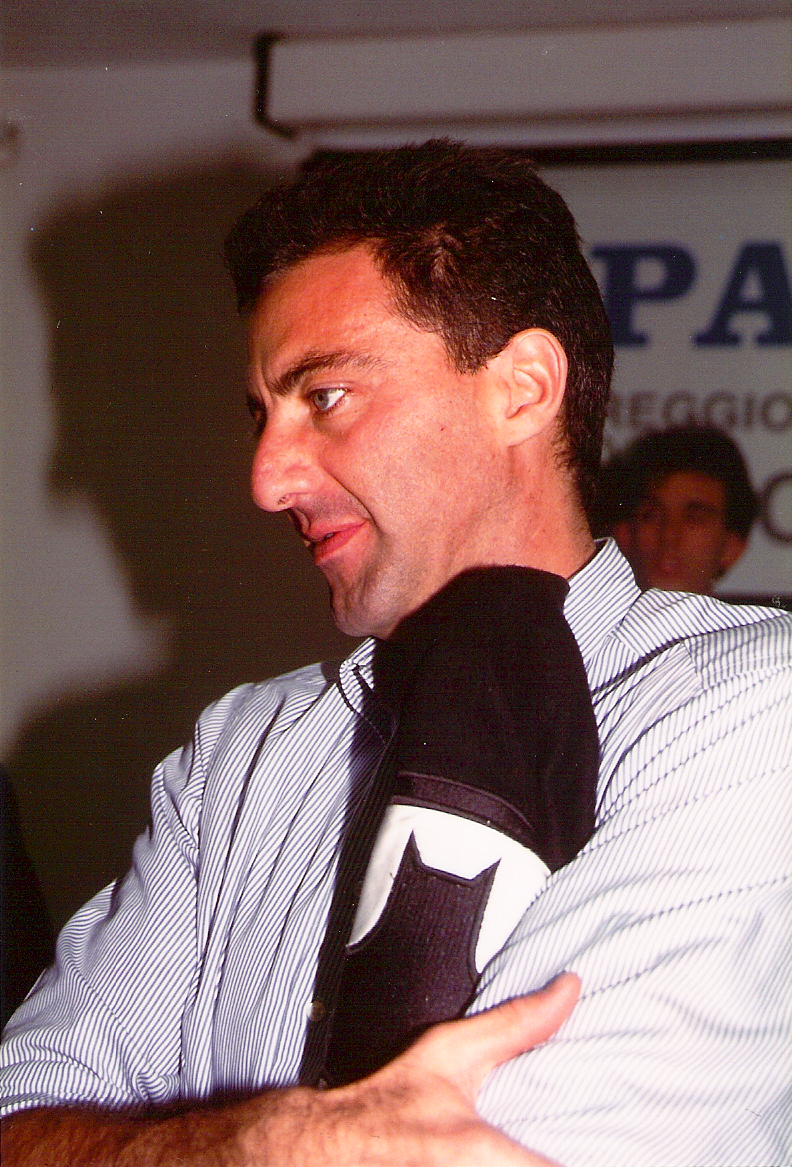
Luca Giorgio Barbareschi interpretou Mark Tomaso.

Para o elenco, Deodato contratou vários atores inexperientes do Actors Studio em Nova Iorque. Luca Giorgio Barbareschi e Francesca Ciardi foram contratados por serem italianos e falarem inglês. Para atrair um público mais amplo e dar mais credibilidade ao filme, Deodato decidiu fazê-lo em língua inglesa. No entanto, ele também precisava estabelecer uma nacionalidade europeia para que a obra pudesse ser mais facilmente distribuída entre os países europeus. Segundo a lei italiana, para que o filme fosse reconhecido como deste país, teria de ter pelo menos dois atores que tivessem o italiano como sua língua materna.
Deodato também contratou Perry Pirkanen e outro ator do Actors Studio para interpretarem Jack Anders e Alan Yates, respectivamente. Este último desistiu pouco antes da partida da equipe de produção para a Amazônia (ele aparece no filme como um ex-colega de Yates). O diretor de elenco Bill Williams escolheu então Carl Gabriel Yorke para o papel. Yorke era ator de teatro que estudara com Uta Hagen e já havia participado de três turnês nacionais da One Flew Over the Cuckoo's Nest. Em entrevista, afirmou que todos os trajes e botas por ele usados no filme, já tinham sido comprados antes de sua entrada ao elenco, e foi escolhido para o papel pois usava o mesmo número do ator que desistira do papel. Yorke originalmente queria ser creditado sob o pseudônimo Christopher Savage, mas depois decidiu não fazê-lo.
Robert Kerman teve anos de experiência trabalhando em filmes para adultos sob o pseudônimo R. Bolla. Kerman e Deodato trabalharam juntos no filme anterior de Deodato The Concorde Affair, no qual Kerman interpretou um controlador de tráfego aéreo. Ele passou a protagonizar outros filmes canibais italianos como Eaten Alive! e Cannibal Ferox, ambos dirigidos por Umberto Lenzi. A namorada de Kerman, na época, foi escolhida como uma dos executivos da emissora, já que a produção precisava de uma atriz para estar disponível tanto na cidade de Nova Iorque quanto em Roma.

### Direção
Deodato teve como influência as obras dos cineastas italianos Paolo Cavara, Gualtiero Jacopetti e Franco Prosperi, por quem ele tinha grande admiração. Prosperi e Jacopetti produziram vários filmes Mondo, que são documentários semelhantes aos feitos em Cannibal Holocaust. Estes documentários focaram em temas e conteúdos sensacionalistas incluindo costumes locais bizarros, mortes e crueldades em geral. O diretor seguiu o exemplo, como a violência gráfica e assassinatos de animais. Embora fictícia, Deodato criou uma exposição semelhante de violência mundana, igualmente as vistas em Mondo Cane (1962), dirigido por Cavara, Prosperi e Jacopetti.

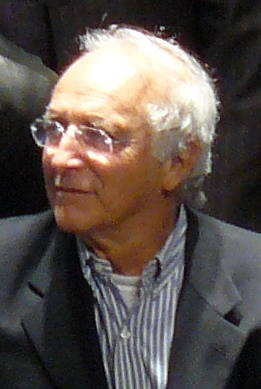
Ruggero Deodato, o diretor do filme.

Deodato filmou Cannibal Holocaust usando a técnica cinéma vérité que aprendeu com seu mentor Roberto Rossellini, estilo que o designer de produção Massimo Antonello Gelend chamou de "hiper-realista". O historiador de cinema David Kerekes afirma que o senso de realidade do filme é baseado na direção e abordagem das filmagens recuperadas da equipe dos cineastas desaparecidos, notando que a "câmera de mão tremia e tremia com certo realismo, e The Green Inferno, o desastroso "filme dentro do filme", não é exceção", e que "esta mesma instabilidade dá ao filme Green Inferno a sua autêntica qualidade". David Carter, do site de terror Savage Cinema, disse que os métodos de Deodato acrescentaram uma qualidade em primeira pessoa às filmagens da equipe de documentaristas, afirmando: "O espectador sente como se estivesse lá, experimentando os horrores com eles". Deodato estava orgulhoso de outros aspectos da cinematografia, nomeadamente as numerosas tomadas feitas em movimento usando uma câmera padrão, sobreposta no ombro do operador, que antecede o uso do steadicam.
Kerekes notou que o abate de animais e a inclusão do documentário feito pela equipe desaparecida foram uma adição ao sentido de realidade do filme. Lloyd Kaufman, da Troma Entertainment, comparou essas cenas com o estilo de montagem de Vsevolod Pudovkin, dizendo: "Em Cannibal Holocaust, vemos os atores matarem e rasgarem uma tartaruga gigante e outros animais. [...] O cérebro foi condicionado a aceitar essa mistura de violência real e encenada, combinada com o trabalho de uma câmera portátil com uma qualidade chula e sem edição a partir da segunda metade do filme, é certamente o suficiente para convencer alguém de que o que eles estão assistindo é real."
Algumas cenas do filme também foram comparadas às cenas do filme mondo Savana Violenta, de Antonio Climati, especificamente a cena em que Monroe banha-se nu no rio e a do ritual em que uma índia é forçada a abortar. O estilo cinéma vérité, usado excessivamente em Cannibal Holocaust, também foi usado antes no primeiro filme mondo de Climati, Ultime grida dalla savana, em uma cena onde um turista é atacado e morto por um bando de leões. Outra cena, na qual um homem nativo é capturado, torturado e assassinado por mercenários na América do Sul, utiliza um estilo de filmagem semelhante e ambas as cenas podem ter influenciado a direção de Deodato.

### Filmagem
As filmagens começaram em 4 de junho de 1979 e duraram cerca de nove semanas. As cenas em que aparece a equipe de cineastas foram filmadas com câmeras de mão com uma película de 16mm no estilo cinéma vérité, que se assemelhava a documentário observacional. Após a conclusão das filmagens com a equipe, Kerman viajou à Colômbia para filmar as cenas na floresta e, em seguida, a Nova Iorque para as cenas na cidade. Durante as gravações na Amazônia, a produção do filme teve de ser adiada diversas vezes. Depois que o ator, que originalmente interpretaria Alan Yates, desistiu em ultima hora, as filmagens foram interrompidas por duas semanas, e iniciou-se a procura por novos atores, até que Gabriel Yorke foi contratado. Ao chegar no set para filmar sua primeira cena, ele não fazia ideia do enredo do filme, pois ainda não tinha lido o roteiro. Quando as filmagens com Kerman iniciaram, o pai do ator que interpretou Miguel havia sido assassinado, fazendo com que a produção fosse novamente interrompida, pois o ator teve de voltar a Bogotá para assistir ao funeral.

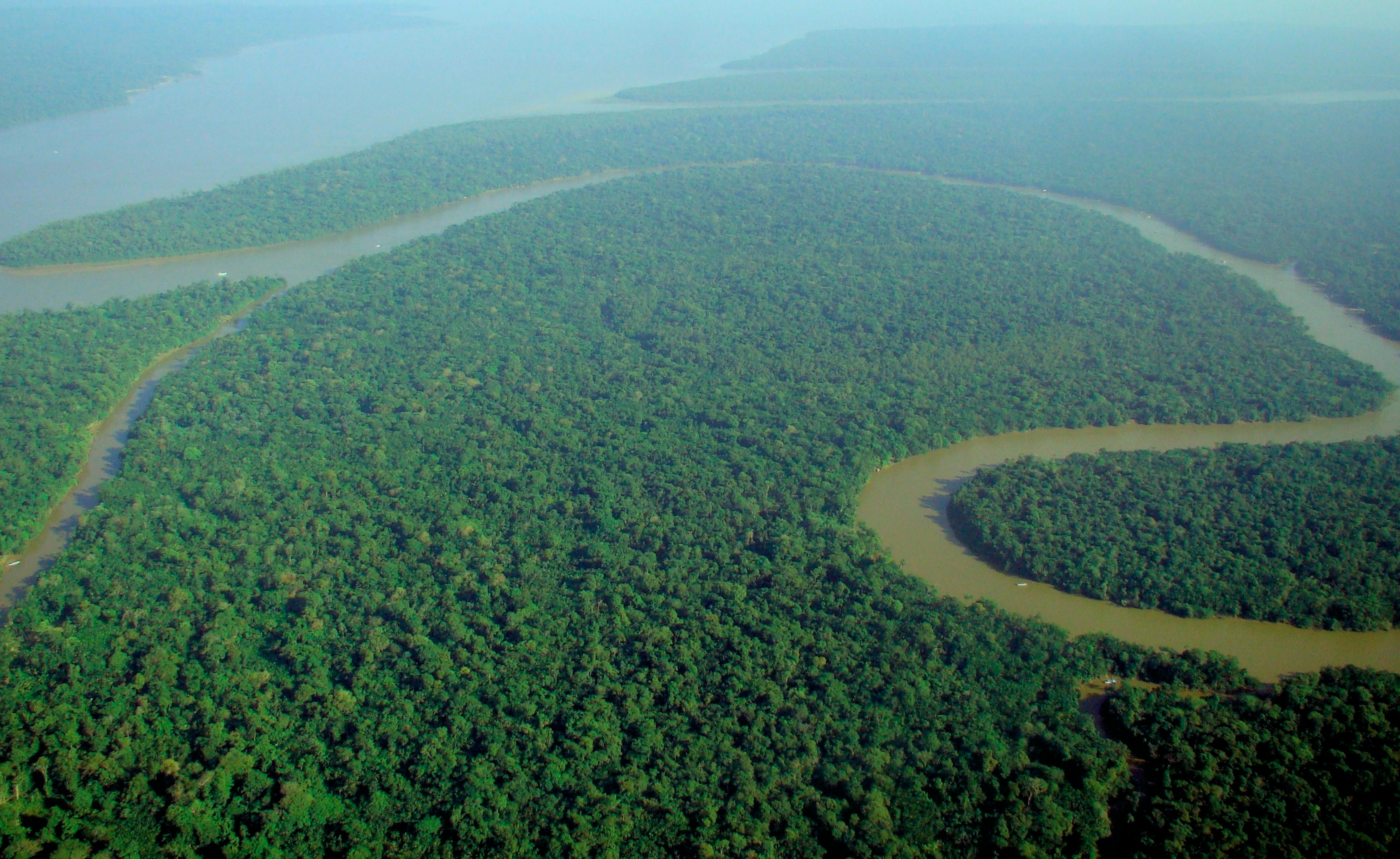
A maior parte da filmagens aconteceu na Floresta Amazônica.

Os problemas para a produção na região amazônica foram grandes, em parte devido à localização e ao conteúdo do filme. Sobre a equipe de produção, Yorke disse: "eles têm um nível de crueldade desconhecido para mim", enquanto Kerman descreveu Deodato como uma pessoa sem remorsos e indiferente. Ele e Deodato discutiam todos os dias de filmagens, geralmente por causa das ideias do diretor. Outros problemas surgiram, como o pagamento errado aos atores. O primeiro pagamento de Yorke foi em peso colombiano e bem abaixo do que estava no contrato, fazendo com que ele recusasse continuar as gravações, recebendo posteriormente seu salário no valor combinado e em dólares estadunidenses. Alguns nativos também foram pagos pelo trabalho no filme por envolverem-se em inúmeras cenas perigosas, incluindo uma cena em que foram forçados a ficar dentro de uma cabana em chamas por um longo período de tempo. Kerman observou o tratamento injusto dos nativos por parte de Deodato, afirmando: "Ele era um sádico, era particularmente sádico para as pessoas que não podiam reagir, as pessoas colombianas, e também as pessoas que eram italianas, pois essas poderiam ser mandadas para casa".
Outro aspecto que levou ao desentendimento entre a equipe e os atores foi a real matança de animais. Kerman saiu do set quando a morte do coati foi filmada, e Yorke recusou-se a matar o porco, então Luca Barbareschi o teve de fazer. Perry Pirkanen chorou durante o assassinato da tartaruga e alguns membros da equipe vomitaram quando um macaco esquilo foi morto para o filme. Barbareschi admitiu que não sentiu remorso por ter atirado no porco, mas afirmou que recebeu ameaças de ativistas dos direitos animais. Deodato disse que todos os animais mortos no filme foram ingeridos tanto pela equipe e produção quanto pelos nativos. A atriz Francesca Ciardi também foi contra o conteúdo sexual do filme e não queria expor seus seios durante a cena de sexo entre ela e Yorke. Quando recusou-se a seguir as instruções de Deodato, ele lhe chamou para fora do set e isso gerou uma grande discussão entre os dois. Ela então sugeriu que fizesse sexo com Yorke na selva antes de gravarem, a fim de aliviar a tensão da próxima cena, mas ele recusou, fazendo com que ela ficasse chateada e não falasse com ele pelo resto da gravação.

### Trilha sonora
A trilha sonora do filme foi composta pelo italiano Riz Ortolani, o qual o próprio diretor escolheu por apreciar seu trabalho em Mondo Cane. A trilha tem uma variedade de estilos, desde uma melodia suave no "Tema Principal", a uma melodia mais triste e harmônica em "Crucified Women," e chegando a um andamento mais rápido e animado em "Cameraman's Recreation", "Relaxing in the Savannah" e "Drinking Coco". Os instrumentos também são variados, que vão desde orquestras a sintetizadores.
O álbum foi lançado na Alemanha em 1995 pela gravadora Lucertola Media, com um número limitado de mil cópias, e por isso tornou-se difícil de encontrá-lo. Foi relançado em agosto de 2005, desta vez no Estados Unidos, pela Coffin Records. Lançamentos posteriores ocorreram em 2014 e 2015. Faixas compostas por Ortolani:
| Parte um |                                       |         |  |
| N.º      | Título                                | Duração |  |
| 1.       | "Cannibal Holocaust (Tema principal)" | 2:55    |  |
| 2.       | "Adulteress' Punishment"              | 3:21    |  |
| 3.       | "Cameramen's Recreation"              | 3:11    |  |
| 4.       | "Massacre of the Troupe"              | 3:52    |  |
| 5.       | "Love With Fun"                       | 2:53    |  |

| Parte dois |                                           |         |  |
| N.º        | Título                                    | Duração |  |
| 1.         | "Crucified Women"                         | 2:20    |  |
| 2.         | "Relaxing In The Savanna"                 | 3:08    |  |
| 3.         | "Savage Rite"                             | 3:40    |  |
| 4.         | "Drinking Coco"                           | 3:24    |  |
| 5.         | "Cannibal Holocaust (Apresentação final)" | 3:53    |  |

Duração total do álbum: 32:37

## Lançamento
Cannibal Holocaust estreou em 7 de fevereiro de 1980 na cidade italiana de Milão. Embora os tribunais tenham confiscado o filme por uma queixa de um cidadão, a reação inicial do público foi positiva. Depois de assisti-lo, o diretor Sergio Leone escreveu uma carta para Deodato afirmando: "Querido Ruggero, que filme! A segunda parte é uma obra-prima do realismo cinematográfico, mas tudo parece tão real que acho que você enfrentará problemas com todo o mundo". Nos dez dias antes da confisco, o filme havia arrecadado cerca de 2 milhões de dólares. No Japão, arrecadou 21 milhões, tornando-se o segundo filme de maior bilheteria da época no país, após E.T. - o Extra Terrestre. O filme arrecadou um total mundial de 200 milhões de dólares.
Uma das jogadas de marketing foi a inserção explicativa nos letreiros finais de que os rolos de filme foram vendidos a uma pequena produtora cinematográfica, o que originou Cannibal Holocaust, fazendo com que muitos acreditassem.

## Recepção crítica
Os críticos ficaram divididos em relação ao filme. Os defensores da obra descreveram-na como um comentário social sério e bem-feito sobre o mundo moderno. Sean Axmaker elogiou sua estrutura e montagem, dizendo: "É um filme estranho com uma narrativa incômoda, que Deodato torna ainda mais eficaz com seu brilho sujo de realismo documental, enquanto a trilha sonora de Ortolani, que é incrivelmente linda e elegíaca, fornece uma subcorrente estranha." Jason Buchanan, do Allmovie, disse: "Embora seja difícil defender o diretor de algumas imagens verdadeiramente repugnantes com as quais ele escolheu transmitir sua mensagem, não é um tema subjacente no filme, o que pode ser visto, se deixar de lado alguns aspectos."
No entanto, os contrários criticaram as cenas de mortes dos animais, as performances e a hipocrisia que é mostrada no filme. Nick Schager criticou a brutalidade, afirmando que "como visto nas cenas chocantes — como a imagem racista que as pessoas têm dos índios — os selvagens de Cannibal Holocaust são aqueles que estão por de trás das câmeras". Os argumentos de Schager relacionados ao racismo foram baseados nas tribos reais venezuelanas e brasileiras, respectivamente, cujos nomes foram utilizados no filme — os Yanomami e os Shamatari – que não são inimigas, nem praticam canibalismo (embora os Yanomami participem de uma espécie de ritual canibal pós-morte). Robert Firsching, do Allmovie, fez críticas semelhantes ao conteúdo do filme, escrevendo: "Embora o filme seja, sem dúvida alguma, terrível o suficiente para satisfazer os fãs, sua mistura de matança de animais monótona, repulsiva e as tentativas de dar uma mensagem social acabou se tornando um desastre moral." Eric Henderson, da revista Slant, disse que é "inteligente o bastante para gerar sérias críticas, mas sujo o suficiente para considerar que você, que está assistindo, seja um pervertido, mesmo estando incomodado."
Felipe M. Guerra, escrevendo para o site Boca do Inferno, afirmou que: "Do começo ao fim, Cannibal Holocaust é violentíssimo, e certamente não é um filme para todos os tipos de público. Mas é um clássico, um dos melhores filmes de horror já feitos, com uma música espetacular de Ortolani, que passa toda a dramaticidade das situações." Cannibal Holocaust atualmente detém uma classificação de aprovação de 65% no agregador de resenhas Rotten Tomatoes e uma nota média de 5,1/10 baseado em 17 críticas.
Nos últimos anos, o filme recebeu elogios em várias publicações, e é reconhecido atualmente como um clássico cult. A revista britânica Total Film classificou-o como o décimo maior filme de terror de todos os tempos, foi incluído em uma lista semelhante dos 25 melhores filmes de terror compilada pela Wired e também ficou na oitava classificação na lista da IGN dos dez maiores filmes exploitation.

### Interpretações
Cannibal Holocaust é descrito por alguns como um comentário social sobre vários aspectos da civilização moderna, comparando a sociedade ocidental com a dos canibais. David Carter diz "Cannibal Holocaust não é meramente centrado no tabu do canibalismo. O principal tema do filme é a diferença entre o civilizado e o incivilizado. Embora a violência gráfica possa ser perturbadora para alguns estômagos, o aspecto mais importante é o que Deodato nos diz sobre a sociedade moderna. O filme faz as perguntas 'O que é ser civilizado?' e 'é uma coisa boa?'"  Mark Goodall, autor de Sweet & Savage: The World Through The Shockumentary Film Lens, também afirma que a mensagem do filme é "a violação do mundo natural pelo não-natural; a exploração de culturas 'primitivas' para o entretenimento ocidental".
A ideia de Deodato em relação a inclusão da cobertura da mídia italiana sobre as Brigadas Vermelhas no filme, e o foco neste tema para mostrar todo o sensacionalismo midiático também fizeram parte nas revisões críticas. Carter analisa isso, afirmando que "A falta de integridade jornalística é mostrada através da conversa entre o Professor Monroe e a agência de notícias que apoiou a equipe de documentaristas. Eles continuam forçando Monroe a terminar de editar o filme porque sangue e tripas são objetos de audiência". Lloyd Kaufman afirma que esta forma de jornalismo exploratório ainda pode ser vista na mídia atualmente e em reality shows. Goodall e os historiadores de cinema David Slater e David Kerekes também sugeriram que Deodato estava tentando expor os trabalhos documentais do diretor de fotografia Antonio Climati no filme.
Apesar dessas interpretações, Deodato disse em entrevistas que ele não tinha intentos específicos para o filme, mas que apenas fez um filme sobre canibais. O ator Luca Barbareschi confirmou isso e também acredita que o diretor só usa seus filmes para "fazer alarde". Robert Kerman, no entanto, contradisse essas afirmações declarando que Deodato lhe falou sobre suas preocupações políticas envolvendo a mídia na produção do filme.
Essas interpretações também foram criticadas como hipócritas e poucas justificáveis para o conteúdo do filme, já que ele mesmo é altamente sensacionalista. Firsching afirma que "o fato de o único defensor no filme contra a exploração ser interpretado pelo ator pornô Robert Kerman deve dar uma indicação de onde vem sua simpatia", enquanto Schager diz que Deodato está "pateticamente justificando a carnificina contumazmente, condenando postumamente a equipe de cineastas com um 'quem são os verdadeiros monstros – os canibais ou nós?' Moral anti-imperialista".

## Controvérsias
Desde seu lançamento, Cannibal Holocaust tem sido alvo de censura e críticas por ativistas dos direitos animais e por defensores da moral. Além de gore, o filme contém várias cenas de violência sexual e crueldade genuína aos animais, questões que são motivos de controvérsia até os dias atuais. Devido a estas polêmicas, a obra foi proibida em 50 países. Em 2006, a revista Entertainment Weekly nomeou-o como o 20º filme mais controverso de todos os tempos.

### Acusações de filmesnuff

A icônica cena de empalamento foi uma das várias examinadas pelos tribunais para averiguar se a violência apresentada fora encenada ou verdadeira.

O filme é tão forte e seus efeitos tão realistas que, dez dias após sua estreia em Milão, foi confiscado e retirado de cartaz sob as ordens de um magistrado local, e teve de ser distribuído internacionalmente através de subterfúgios. Em janeiro de 1981, durante a sua exibição nas salas de cinema na França, a revista Photo sugeriu que certas mortes expostas eram reais e que ele era um filme snuff, ou seja, um filme no qual os atores são mortos de verdade em frente às câmeras. Depois da publicação do artigo da revista, as especulações acerca de Deodato aumentaram. Os tribunais acreditavam que os atores que participaram da equipe de cineastas desaparecida e a atriz nativa que apareceu na cena de empalamento (em que é atravessada do ânus à boca por uma estaca de madeira) tinham sido mortos de verdade nas filmagens.
Na verdade, os atores supostamente falecidos haviam assinado contratos com a produção que garantiam que eles não deveriam aparecer em qualquer tipo de mídia por um ano após o lançamento do filme. A ideia da produção era manter a impressão de que o filme realmente tivesse sido a recuperação dos documentários dos desaparecidos. Durante os processos judiciais, o diretor foi questionado pela não aparição do elenco principal em nenhuma outra mídia.
Para provar sua inocência, Deodato contatou Luca Barbareschi e pediu-lhe para localizar os outros três atores que estavam faltando, e, após o contato, ele os apresentou vivos para os tribunais. O diretor ainda teve que provar que a cena do empalamento foi apenas um efeito especial. No tribunal, explicou como o efeito fora conseguido: um assento de bicicleta foi anexado ao final de um poste de ferro, sobre o qual a atriz se sentou. Ela, então, colocou um pequeno pedaço de madeira na boca e olhou para o céu, dando a aparência de empalamento. Deodato também forneceu imagens da menina interagindo com a equipe após a cena ter sido filmada. Depois de apresentadas essas evidências, as acusações foram retiradas e o diretor liberado. Ainda assim, o filme foi o mais censurado de todos os tempos, bem como proibido em mais de cinquenta países.

### Censura
Embora as alegações de filme de snuff tenham sido retiradas, os tribunais decidiram proibir a obra devido à crueldade genuína aos animais, citando leis contra maus-tratos aos animais. Deodato, os produtores, roteiristas e o representante da United Artists, Sandro Perotti, receberam liberdade condicional por quatro meses após serem condenados por violência e obscenidade. Deodato teve de enfrentar o tribunal por três anos para que seu filme não fosse proibido. Em 1984, os tribunais concederam ao filme um certificado de classificação para maior de 18 anos e com alguns cortes, sendo posteriormente relançado na versão sem cortes.
Cannibal Holocaust também enfrentou problemas de censura em outros países ao redor do mundo. Em 1981, os lançamentos de vídeos não eram obrigados a passar pela British Board of Film Censors (BBFC), que tinha o poder de proibir filmes no Reino Unido. Então, foi lançado diretamente em vídeo no país, evitando assim sua possível proibição. Em 1983, o diretor do Ministério Público compilou uma lista de 72 vídeos que não foram avaliados previamente pelo BBFC; Cannibal Holocaust fazia parte dela. O filme não foi aprovado para lançamento no Reino Unido até 2001, embora quase seis minutos de cenas fossem cortados. Em 2011, a BBFC relançou-o e apenas quinze segundos foram cortados, determinando que a única cena que violou as diretrizes da BBFC foi o assassinato de um coati, reconhecendo que os cortes feitos anteriormente por ela, eram indispensáveis à reputação do filme.
Em 1984, o filme também foi proibido na Austrália, Noruega, Finlândia, Nova Zelândia e vários outros países. Em 2005, o Office of Film and Literature Classification (OFLC) da Austrália revogou a proibição, lançando uma versão sem cortes que foi classificada para maiores de 18 anos. Em 2006, a versão em DVD foi proibida pelo OFLC na Nova Zelândia. Apesar do órgão ter oferecido alguns cortes, a proposta foi recusada e, consequentemente, o filme proibido.

### Mortes de animais
Um dos motivos de censura do filme é que vários animais foram cruelmente mortos, o que continua a ser uma questão controversa. O próprio Deodato condenou suas ações passadas, dizendo: "Fui estúpido ao usar animais". Embora seis mortes de animais apareçam na obra, sete animais foram mortos para a produção; a cena da morte do macaco foi rodada duas vezes, resultando na morte de dois macacos. Ambos os macacos foram comidos pelos indígenas, que consideram o cérebro do animal uma iguaria. Os animais mortos que aparecem no filme foram:
- Um quati (confundido com rato-almiscarado no filme), morto a facadas;
- Uma tartaruga grande, decapitada e seus membros, concha e entranhas, removidos;
- Uma tarântula, morta a machete;
- Uma jiboia, morta a machete;
- Um macaco-esquilo, decapitado com machete;
- Um porco, morto com um tiro de espingarda na cabeça.

O historiador de cinema Andrew DeVos argumentou que as mortes de animais foram duramente condenadas por causa da classificação do filme enquanto exploitation, enquanto, as mutilações de animais em filmes que os críticos consideram clássicos ou filmes artísticos são muitas vezes ignoradas. DeVos cita vários exemplos, como A Regra do Jogo, El Topo e Apocalypse Now. O BBFC fez uma conclusão semelhante a respeito da censura de cenas em que as mortes foram rápidas e indolores, observando: "A remoção dessas sequências seriam injustas se nós aprovássemos, já que foi permitida a matança rápida e limpa em vários outros filmes, como Apocalypse Now".

## Legado
A estrutura do filme significou uma inovação na época, especificamente o conceito "found footage", em que gravações feitas anteriormente por um grupo de pessoas que desaparecem misteriosamente são encontradas e trazidas de volta à civilização para ver qual foi o destino delas. Posteriormente, outros filmes foram produzidos usando a mesma estrutura, como The Last Broadcast e The Blair Witch Project. Além disso, da mesma forma como Cannibal Holocaust, as propagandas de Blair Witch Project promoveram também a ideia que as gravações eram reais. Deodato reconheceu semelhanças entre seu filme e Blair, e embora sem ressentimentos para com os produtores, estava frustrado com a publicidade que o filme promoveu dizendo ser uma gravação original. Os produtores de The Last Broadcast negaram que Cannibal Holocaust foi uma influência importante para a obra. No entanto, o filme foi citado pelo diretor Paco Plaza como uma fonte de inspiração para as produções REC e REC 2.

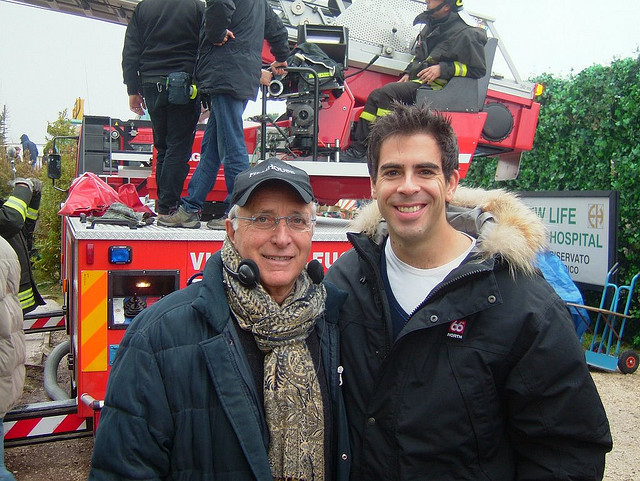
Deodato (na esquerda) ao lado de Eli Roth durante as gravações de Hostel: Part II (2007).

Cannibal Holocaust tem sido considerado como o ápice dos filmes com temática canibal, e tem semelhanças com outros filmes canibais feitos no mesmo período, com destaque Cannibal Ferox, que é estrelado por Kerman, Pirkanen e Giovanni Lombardo Radice, este dizendo que "o filme foi feito com base no sucesso de Cannibal Holocaust", embora o diretor Umberto Lenzi não reconhecesse tal influência. Um dos temas semelhantes observados em Cannibal Ferox foi a comparação da violência ocidental com culturas não civilizadas e o anti-imperialismo. Em uma revisão mediana, o jornalista de cinema Jay Slater afirma: "Certamente como um aluno difícil, Cannibal Ferox ainda falha onde Deodato prospera. [...] Lenzi tenta combater a corrupção cultural e questões raciais, mas Cannibal Ferox não é nada mais do que um exercício de má qualidade no sadismo e na crueldade animal". O comentarista Andrew Parkinson também observa: "No final, há uma tentativa básica de validar Cannibal Ferox, colocando a velha questão de saber se o homem civilizado é realmente mais selvagem do que os não civilizados".
Cannibal Holocaust também gerou inúmeras continuações não oficiais, algumas das quais tinham copiado algumas das cenas originais. Esses filmes foram originalmente lançados sob diferentes títulos que foram alterados conforme os lançamentos, embora nenhum tenha sido direcionado ou co-produzido por Deodato. O primeiro deles lançado em 1985, intitulado Schiave bianche: violenza in Amazzonia, conhecido em inglês como Amazonia: The Catherine Miles Story, também foi lançado como Cannibal Holocaust 2: The Catherine Miles Story. Slater também observa semelhanças entre a trilha sonora de The Catherine Miles Story com a de Cannibal Holocaust. Em 1988, o diretor Antonio Climati produziu o filme Natura contro, que foi lançado como Cannibal Holocaust II na Tailândia e no Reino Unido. O cineasta italiano Bruno Mattei também produziu dois filmes lançados diretamente em vídeo em 2003, que foram divulgados no Japão como sequências de Cannibal Holocaust.
Em 2005, Deodato anunciou oficialmente que planejou uma sequência intitulada Cannibals. Inicialmente, ele teve receio de dirigir o novo filme, pois pensava que iria ser muito violento para o público estadunidense. Enquanto estava filmando sua aparição para Hostel: Part II, teve a oportunidade de assistir ao primeiro filme. Percebendo que Hostel fez sucesso nos Estados Unidos mesmo com conteúdo muito violento, finalmente decidiu dirigir a sequência. Porém, devido a motivos financeiros entre Deodato e o produtor, o projeto foi cancelado. O filme The Green Inferno (2013), dirigido por Eli Roth, tem seu título em referência ao documentário feito pelos cineastas em Cannibal Holocaust e é uma homenagem a este e a outros filmes canibais da época. A influência do filme estendeu-se a outros meios de mídia. Em 2001, a banda de death metal Necrophagia lançou uma canção intitulada "Cannibal Holocaust". O autor britânico Saurav Dutt também publicou Cannibal Metropolis, um romance ambientado em zona urbana. Assim, inspirado no filme, o romance apresenta cenas explícitas de violência, horror e estupro.

## Versões alternativas
Devido ao seu conteúdo gráfico, existem várias versões da obra em circulação que são editadas em vários níveis. No Reino Unido, o filme foi originalmente lançado em VHS pela Go Video em 1982 com aproximadamente seis minutos de cortes. Estes cortes foram autoimpostos pelo distribuidor, possivelmente devido a limitações técnicas da fita. Em 2001, o filme foi aprovado para lançamento em DVD pelo BBFC com 5 minutos e 44 segundos de cortes, para remover as cenas de crueldade animal e violência sexual. Quando relançado em 2011, apenas 15 segundos foram tirados. No relançamento, incluiu também uma nova edição feita por Deodato que reduz a violência contra os animais. As versões lançadas pela Grindhouse Releasing contêm uma versão "Animal Cruelty Free" do filme que exclui as seis mortes de animais. Outras versões também contêm filmagens alternativas filmadas especificamente para os mercados do Oriente Médio que não retratam a nudez.
Existem várias versões das gravações feitas pelos documentaristas no filme, que variavam mesmo entre lançamentos não censurados. Uma versão estendida de The Last Road to Hell — um dos nomes dado às gravações — inclui aproximadamente dez segundos de filmagens não vistas em uma versão alternativa. Estas filmagens adicionais incluem um bom ângulo de execuções de tomadas, um close-up de uma vítima morrendo e uma sequência estendida de corpos sendo transportados na carroceria de um caminhão. A versão estendida também inclui diferentes títulos que nomeiam o elenco do filme, enquanto a versão mais curta conserva os nomes originais do roteiro.
A versão estendida de The Last Road to Hell não é mais encontrada em negativos do filme, mas foi incluída no lançamento original do DVD "Dutch Ultrabit" pela EC Entertainment em 1999. A versão digital já foi re-lançada e licenciada para outros lançamentos em DVD na Europa. O lançamento em DVD pela Grindhouse Releasing nos Estados Unidos e o da Siren Visual na Austrália possuem a versão mais curta de The Last Road to Hell, mas incluem a versão estendida nos bônus especiais do primeiro disco.